# Eugène Régis Mangalaza
Eugène Régis Mangalaza (Ambodivoanio, 13 luglio 1950) è un politico malgascio.
Ha ricoperto la carica di Primo ministro del Madagascar dal 10 ottobre 2009 al 20 dicembre 2009.